# 七飯町
七飯町（日语：／ Nanae chō */?）是位於日本北海道西南部、渡島半島南部的行政區劃，距離函館市市區僅約16公里，屬於函館市的通勤城鎮。轄區大致被國道5號的大沼隧道分為南北兩個區域。北半部位於大沼國定公園的範圍內，擁有駒岳、大沼、小沼和蓴菜沼等觀光景點；南半部多為平原和丘陵，主要市區位於國道5號沿線。
當地以農業為主，生產稻米、蘿蔔、胡蘿蔔、蘋果和葡萄等農產品。畜牧業方面則以乳牛養殖為主。近年來七飯町也盛行花卉種植，並種有康乃馨等花卉。
町名「七飯」來自阿伊努語「naa-nay」（很多小溪）或「nuwe-an-nay」（豐饒的河流）的發音。

## 歷史
- 1877年：設置七重村外五村戶長役場，轄區包括七重村、飯田村、藤山村、城山村、峠下村、軍川村。
- 1879年：七重村和飯田村合併為七飯村，藤山村和城山村合併為藤城村。
- 1885年：大中山村和鶴野村納入七重村戶長役場之管轄。
- 1902年4月1日：七飯村、大中山村、藤城村、軍川村、峠下村、鶴野村合併為七飯村，並成為北海道二級村。[5]
- 1907年4月1日：成為北海道一級村。
- 1957年1月1日：改制為七飯町。

## 地理
北海道駒岳活火山有部分坐落七飯町北部，峰頂位於七飯町與森町及鹿部町的邊界，標高1,131公尺。

## 交通
北海道旅客鐵道函館本線大致以南北向通過轄區，在北部還有函館本線的支線砂原線往東北部繞過駒岳。
北海道新幹線從本町市區西側通過，车辆段函館新幹線綜合車輛所也設於轄內，但無於町内設站。七飯町轄區邊界外1公里處的北斗市有新函館北斗車站，亦服務函館市等地區。
過去在1929年後曾有大沼電鐵經營町內大沼區域的鐵路，不過已於1952年停止營運。屬於北海道縱貫自動車道的道央自動車道和函館新道目前已經分別通至七飯町的南北兩側。目前跨越中部山區的路段尚在規劃中，因此該路段暫時需藉由國道5號相連。町內的路線客運由函館巴士負責營運。

### 鐵路
- 北海道旅客鐵道
  - 北海道新幹線：（←北斗市） - （函館新幹線綜合車輛所（日语：函館新幹線総合車両所）） - （北斗市）
  - 函館本線：（函館市） - 大中山車站 - 七飯車站 - （新函館北斗車站） - 仁山車站 - 大沼車站 - 大沼公園車站 - （森町→）

### 道路
高速道路
- 道央自動車道：七飯交流道（日语：七飯インターチェンジ） - （森町）
- 函館新道：（函館市） - 七飯大川交流道（日语：七飯大川インターチェンジ） - 七飯本町交流道（日语：七飯本町インターチェンジ） - 七飯藤城交流道（日语：七飯藤城インターチェンジ）

一般國道
- 國道5號

## 觀光景點

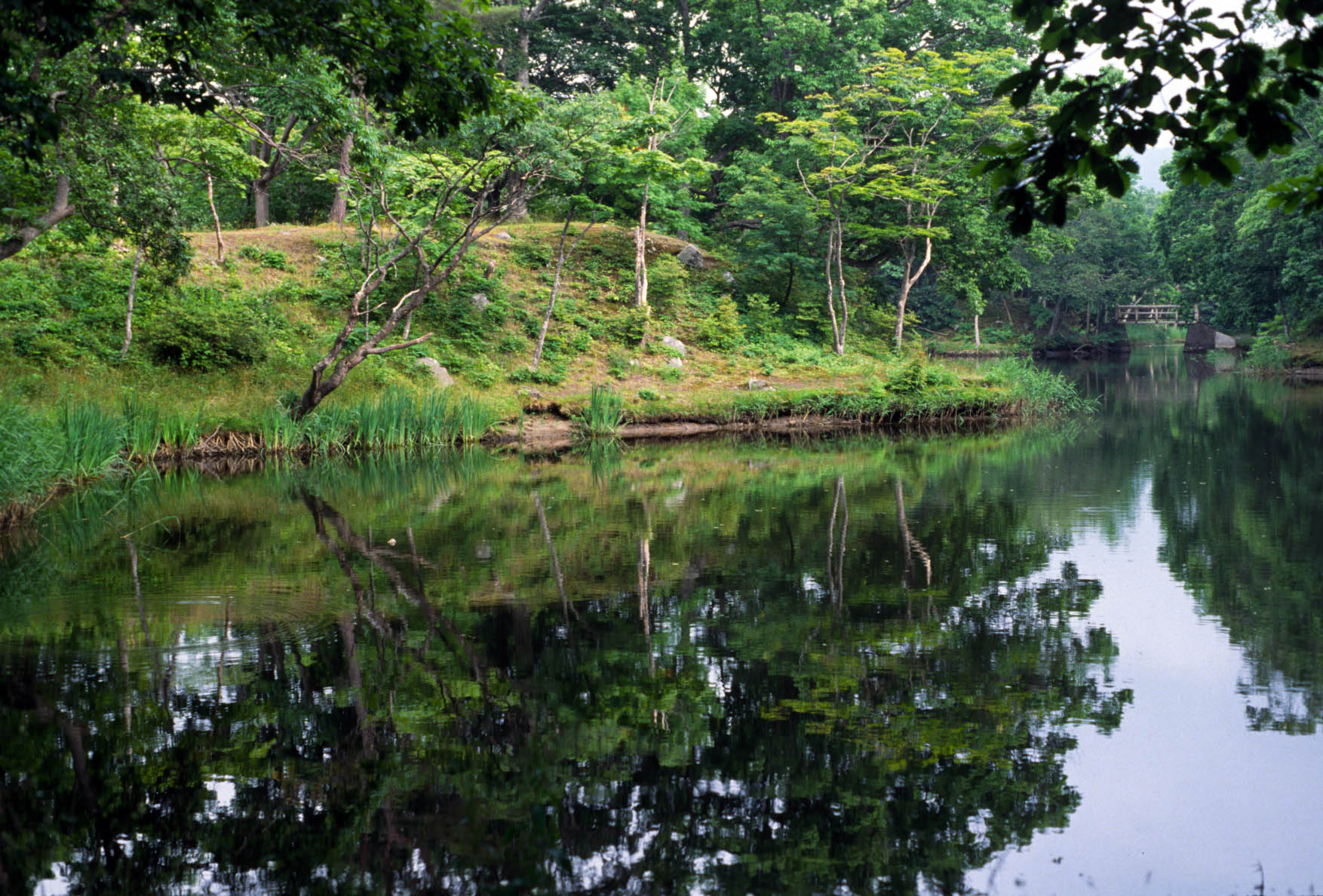
大沼

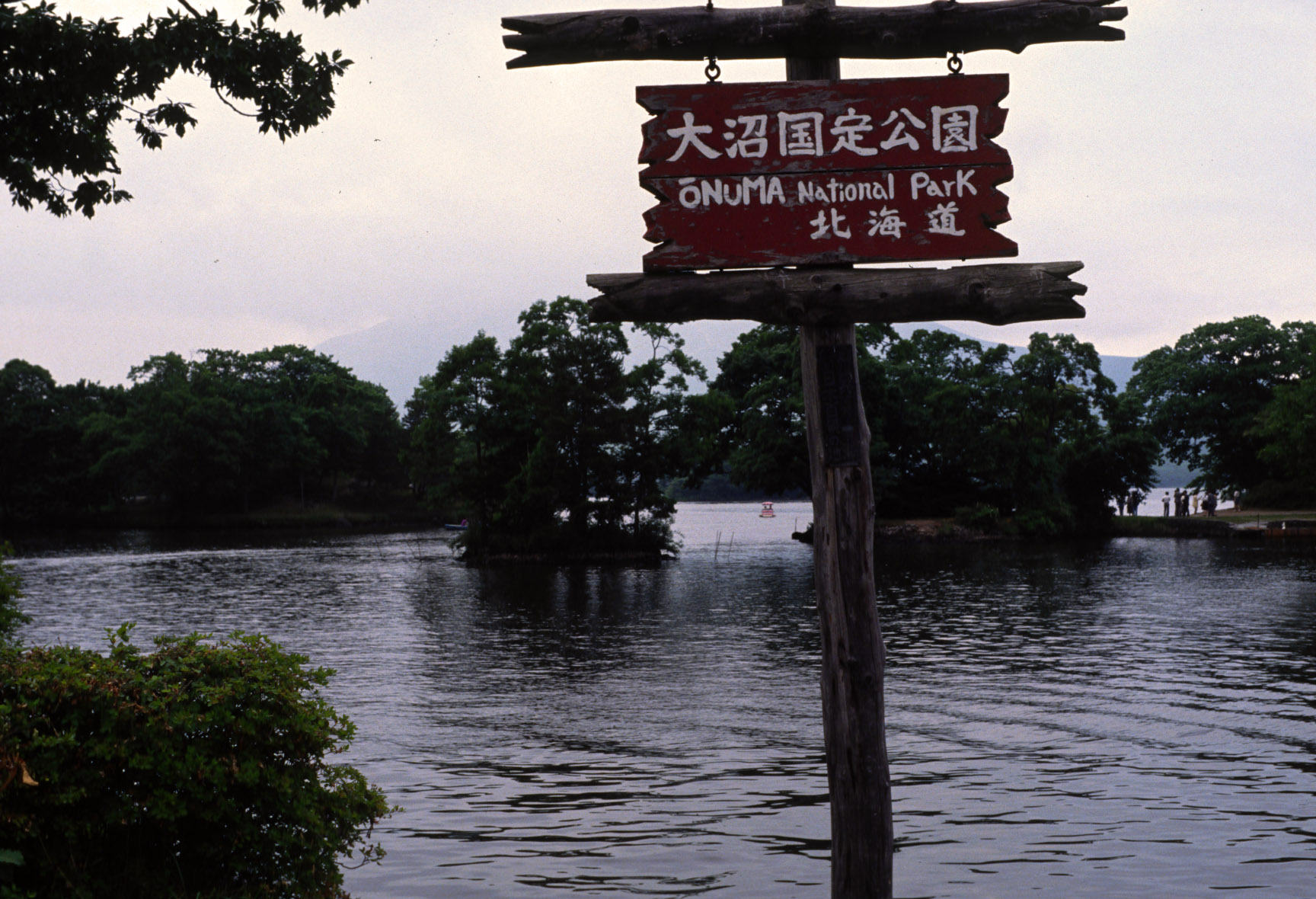
大沼

新日本三景之一的大沼位於七飯町北部，與周邊的小沼、蓴菜沼往北一直到駒岳的區域被列入大沼國定公園，周邊也有多個露營場及滑雪場。

## 教育
七飯町內目前設有北海道七飯高等學校高中、三所中學及八所小學，此外北海道大學也在南部市區中設有北方生物圏田野調查科學中心七飯淡水實驗所，做為養殖魚類的實驗場所。

## 姊妹、友好都市

### 日本
- 三木町（香川縣木田郡）

### 海外
- 康科特（美國 麻薩諸塞州）

## 本地出身的名人
- 小村淳：前橄欖球日本代表隊成員
- 槇大輔：解說員
- 野口大介：職業籃球選手

## 外部連結
- （日語） 七飯探險隊的Facebook專頁
- （日語） 七飯now的X（前Twitter）
- （日語） YouTube上的七飯町官方情報影片頻道
- （日語） 大沼國定公園觀光情報站（页面存档备份，存于）